# Wolstanton
Wolstanton är en ort i unparished area Newcastle-under-Lyme, i distriktet Newcastle-under-Lyme, i grevskapet Staffordshire i England. Wolstanton var en civil parish fram till 1932 när blev den en del av Newcastle under Lyme. Civil parish hade 15 002 invånare år 1931. Byn nämndes i Domedagsboken (Domesday Book) år 1086, och kallades då Wlstanetone.